# Димитър Костадинов (писател)
Вижте пояснителната страница за други личности с името Димитър Костадинов.
Димитър Танев Костадинов е български поет, писател, критик.

## Биография
Роден е на 11 септември 1948 г. в с. Белила, Средецко. Родовият му корен е от тракийци бежанци. Прадядо му, Вълко Костадинов Вълков, е бил близък съратник с Васил Левски.
Получава средно образование в град Грудово (сега гр. Средец). Известно време работи в НХК – Бургас. Завършва Филологическия факултет на Великотърновския университет „Св. св. Кирил и Методий“. Работил е като учител, заместник-директор и директор в различни степени бургаски училища.
Член на Литературен клуб „Христо Ботев“ към ДНА – Бургас от 1974 г. Участва в многобройни изяви на клуба – рецитали, паметни чествания, отпразнуване на бележити годишнини, издаване на литературни сборници. През 1983 г. получава лична поименна паметна награда от министъра на НО.
Самороден изпълнител на български народни песни.
Със специфичното си поетическо и литературоведско творчество, с учителската си и ръководна дейност в училищата, с университетската си преподавателска дейност и с доброволната си обществената работа той активно съдейства за културното и обществено развитие на Бургас, на Бургаска област и на България.
Над 10 години е председател на Управителния съвет на читалище „Фар“, Бургас и над 15 години председател на Литературнотворческия клуб към Дома на учителя в Бургас.
Над 25 години работи в Учителски институт „Христо Ботев“ – Бургас, а после е преподавател в Университета „Проф. д-р Асен Златаров“. Над 30 години ръководи Литературнотворчески клуб „Христо Ботев“, в който участват студенти. Бивши членове на клуба са автори на две и повече художествени и научни книги.
Член на Съюза на българските писатели. От 2011 г. е включен в Движение световни поети (Poetas del Mundo).
Почетен гражданин е на Бургас.
Умира на 25 март 2022 г. в гр. Бургас.

## Творчество
Има многобройни изяви с поезия, с изследвания в областта на литературната теория и история, културната антропология, етнология, психология, философия, публикувал е над 300 отзиви, рецензии, статии, студии, монографии, самобитна есеистика и публицистика. Печатал е в почти всички някогашни и сегашни литературни, научни и периодични издания като „Антени“, „Български писател“, „Студентска трибуна“, „Народна младеж“, „Литературен вестник“, „Лъчи“, „Литературен фронт“, „Пулс“, „Нов пулс“, „Пламък“, „Море“, „Септември“, „Славейче“, „Дружинка“, „Предучилищно възпитание“, „Начално училищно възпитание“, „Деца, изкуство, книги“, „Пламъче“, „Веселушко“, „Простори“, „Везни“, е-списанието „Литературен свят“ и др., много сборници, между които и няколко тома от годишника на Университета „Проф. д-р Асен Златаров“.
Насочва вниманието си към български литературни творци, които заслужават Нобелова награда – например към българския поет, белетрист, публицист, есеист, преводач на поезия от испански, португалски, руски и сръбски, както и дългогодишен дипломат Никола Инджов (виж е-списание „Литературен свят“, гл. редактор Георги Ангелов, бр. 26, февруари 2011 г.)
Издал е като автор и съавтор книги за: Никола Инджов, Илия Буржев, Кръстьо Станишев, Иван Цанев, Паруш Парушев, Петя Дубарова. Автор е на литературоведски статии, рецензии, интервюта и друга публицистика за много творци, свързани с Бургас.
Димитър Костадинов е превеждан на руски, английски, френски, турски, италиански и испански език. Самият той прави подбор и претворяване от тези и други езици.